# Malena Pichot
Pour les articles homonymes, voir Pichot.
Malena Pichot, née le 6 juillet 1982 à Buenos Aires (Argentine), est une humoriste, actrice, scénariste et chanteuse argentine. Elle est surtout connue pour être une internet celebrity et pour son rôle dans la série intitulée "El hombre de tu vida" (français : L'homme de ta vie).

## Biographie
Malena Pichot est née à Buenos Aires, Argentine. Sa famille est d'origine française. Son père est un anesthésiste et sa mère est une professeure. Elle a aussi un cousin, Agustín Pichot, qui a joué dans l'équipe argentine de rugby à XV. Son cousin a vécu en France,.

## Filmographie
- 2013 : Jorge, Dolores 'Loli' Pavone